# Diélette (écrivain)
Pour les articles homonymes, voir Port Diélette.
Diélette est le pseudonyme collectif des romancières Yvonne Girault et Yette Jeandet, qui écrivent également sous le pseudonyme collectif Anne Clairac. Diélette a principalement écrit des romans sentimentaux et quelques titres pour la jeunesse.

## Œuvre
Note : Liste non exhaustive. La première date est celle de la première édition.

### Romans sentimentaux
- 1939 : Le Destin de Paméla - Éditions J. Tallandier, collection « Les Sept Couleurs Tallandier ».
- 1953 : Paméla des îles - Éditions Tallandier, coll. Les Sept Couleurs Tallandier. Illustrations de Jacques Berger.
- 1956 : Chanson d’Écosse - Éditions Flammarion, coll. Cœurs no 27.
- 1956 : Le Collier d'étoiles - Éditions Gautier-Languereau.
- 1956 : Vent de fronde - Éditions Gautier-Languereau.
- 1956 : Feu de Bengale - Éditions Flammarion, coll. Cœurs no 29.
- 1957 : Fleur de Nacqueville - Éditions Gautier-Languereau.
- 1958 : Merveilleuse Paméla - Éditions Tallandier, coll. Les Sept Couleurs Tallandier.
- 1958 : Appassionata.
- 1959 : Pour l'amour d'Isabelle - Éditions Plon, coll. Vérités du cœur.
- 1959 : Deux couronnes pour un roi - Éditions Denoël.
- 1960 : L'Affaire Pradesco - Éditions Denoël Mayenne.
- 1961 : Retour de flamme - Éditions J. Tallandier.
- 1961 : Demoiselle de Saint-Cyr - Éditions Gautier-Languereau, coll. Nouvelle Bibliothèque de Suzette.
- 1962 : Bal sur la Néva - Éditions J. Tallandier, coll. Les Sept Couleurs Tallandier.
- 1962 : On a volé la princesse - Éditions Gautier-Languereau Doullens, coll. Nouvelle Bibliothèque de Suzette. Illustrations de Paul Durand.
- 1963: L'Étoile de Carlina - Éditions Gauthier-Languereau, coll. Bibliothèque Bleue no 53. Illustrations de Jacques Pecnard.
- 1964 : Le Relais de l'Empereur - Éditions Magnard. Illustrations de Michel Gourlier.
- 1964 : Fleurs d’Écosse - Éditions Gautier-Languereau, Bibliothèque de Suzette. Illustrations de Georges Pichard.
- 1965 : La Pierre en forme d'étoile - Éditions Gautier-Languereau, coll. Bibliothèque bleue no . Illustrations de Georges Pichard.
- 1973 : Le Petit Paradis - Éditions J'ai lu no D3.

### Revues
- Les Veillées no 282 : le roman Feu de Bengale a paru dans cette revue en 1960.

### Romans pour la jeunesse
- 1956 : Babette et le Roi soleil Éditions Gautier-Languereau, Nouvelle Bibliothèque de Suzette. Illustrations de Paul Durand.

- 1956 : Laurette et la Fille des pharaons Éditions Hachette, coll. Idéal-Bibliothèque no 122. Illustrations d'Albert Chazelle. Grand Prix du Salon de l'Enfance (1956)[1].

- 1957 : Norah joue et gagne Éditions Hachette, coll. Idéal-Bibliothèque no 133. Illustrations de François Batet.

- 1958 : Norah et l'Automate Éditions Hachette, coll. Idéal-Bibliothèque no 164. Illustrations de François Batet.

- 1958 : Florence mène le jeu  Éditions Hachette, coll. Idéal-Bibliothèque no 156. Illustrations d'Albert Chazelle.

- 1960 : Claire au Tibet  Éditions Desclée de Brouwer, coll. Belle Humeur no 83. Illustrations de Guy Michel.

### Revues pour la jeunesse
- 1957 : La Semaine de Suzette no 43 : Trois Enfants "Les M.P.A" - Grandes Inventions : La T.S.F. - L'ennuyeux Village (Clara) - Le Secret de l'automate. (revue pour la jeunesse).

### Romans pour tout public
Collection « Série 15 » aux éditions Gautier-Languereau :
- 1949 : 15 Histoires de bêtes sauvages.
- 1961 : 15 Grandes Explorations.
- 1965 : 15 Aventures historiques. Illustrations de Georges Pichard.
- 1968 : 15 Grands Destins.
- 1967 : 15 Épopées de chevalerie. Illustrations de Georges Pichard.
- 1973 : 15 Aventures fantastiques. Illustrations de Georges Pichard.